# Mammama'
Mammama' è un singolo della cantautrice italiana La Niña, pubblicato il 19 febbraio 2025 come secondo estratto dal secondo album in studio Furèsta.

## Video musicale
Il video musicale, diretto da Alfredo Maddaluno, è stato pubblicato in concomitanza con l'uscita del singolo sul canale YouTube della cantuautrice.

## Tracce
Testi e musiche di Alfredo Maddaluno, Carola Moccia.
1. Mammama' (Live Session at Auditorium 900) – 2:07